# Brachystephanus
Genre
Brachystephanus est un genre de plantes à fleurs de la famille des Acanthaceae. Les espèces sont originaires d'Afrique tropicale et de Madagascar.

## Liste d'espèces
Selon BioLib (25 juillet 2017) :
- Brachystephanus giganteus Champl.
- Brachystephanus kupeensis Champl.
- Brachystephanus longiflorus Lindau
- Brachystephanus nimbae Heine

Selon Catalogue of Life (25 juillet 2017) :
- Brachystephanus africanus S. Moore
- Brachystephanus calostachyus Champl.
- Brachystephanus coeruleus S. Moore
- Brachystephanus congensis Champl.
- Brachystephanus densiflorus E. Figueiredo
- Brachystephanus giganteus Champl.
- Brachystephanus glaberrimus Champl.
- Brachystephanus holstii Lindau
- Brachystephanus jaundensis Lindau
- Brachystephanus kupeensis Champl.
- Brachystephanus laxispicatus I.Darbysh.
- Brachystephanus longiflorus Lindau
- Brachystephanus lyallii Nees
- Brachystephanus mannii C. B. Cl.
- Brachystephanus montifuga (Milne-Redh.) Champl.
- Brachystephanus myrmecophilus Champl.
- Brachystephanus occidentalis Lindau
- Brachystephanus oreacanthus Champl.
- Brachystephanus roseus Champl.
- Brachystephanus schliebenii (Mildbr.) Champl.
- Brachystephanus sudanicus (Friis & Vollesen) Champl.

Selon NCBI (25 juillet 2017) :
- Brachystephanus africanus
- Brachystephanus lyallii
- Brachystephanus mannii

Selon The Plant List (25 juillet 2017) :
- Brachystephanus africanus S.Moore
- Brachystephanus calostachyus Champl.
- Brachystephanus coeruleus S.Moore
- Brachystephanus congensis Champl.
- Brachystephanus cuspidatus Baker
- Brachystephanus densiflorus E.Figueiredo
- Brachystephanus giganteus Champl.
- Brachystephanus glaberrimus Champl.
- Brachystephanus holstii Lindau
- Brachystephanus jaundensis Lindau
- Brachystephanus kupeensis Champl.
- Brachystephanus laxispicatus I.Darbysh.
- Brachystephanus longiflorus Lindau
- Brachystephanus lyallii Nees
- Brachystephanus mannii C.B.Clarke
- Brachystephanus montifuga (Milne-Redh.) Champl.
- Brachystephanus myrmecophilus Champl.
- Brachystephanus occidentalis Lindau
- Brachystephanus oreacanthus Champl.
- Brachystephanus roseus Champl.
- Brachystephanus schliebenii (Mildbr.) Champl.
- Brachystephanus sudanicus (Friis & Vollesen) Champl.

Selon Paleobiology Database (25 juillet 2017) :
- Brachystephanus postremus

Selon Tropicos (25 juillet 2017) (Attention liste brute contenant possiblement des synonymes) :
- Brachystephanus africanus S. Moore
- Brachystephanus bequaertii De Wild.
- Brachystephanus coeruleus S. Moore
- Brachystephanus congensis Champl.
- Brachystephanus cuspidatus Baker
- Brachystephanus densiflorus Figueiredo
- Brachystephanus glaberrimus Champl.
- Brachystephanus holstii Lindau
- Brachystephanus jaundensis Lindau
- Brachystephanus laxispicatus I. Darbysh.
- Brachystephanus longiflorus Lindau
- Brachystephanus lyallii Nees
- Brachystephanus mannii C.B. Clarke
- Brachystephanus myrmecophilus Champl.
- Brachystephanus nemoralis S. Moore
- Brachystephanus nimbae Heine
- Brachystephanus occidentalis Lindau
- Brachystephanus oreacanthus Champl.
- Brachystephanus roseus Champl.
- Brachystephanus schliebenii (Mildbr.) Champl.
- Brachystephanus velutinus De Wild.
- Brachystephanus yaudensis Lindau